# Liquipedia
Liquipedia est une encyclopédie en ligne consacrée à l’esport. Elle est affiliée à l’équipe d’esport Team Liquid, basée aux États-Unis et aux Pays-Bas. Fondée en 2006, elle constitue aujourd’hui la plus grande base de connaissances dédiée à l’esport au monde, couvrant plus de soixante jeux différents dont Counter-Strike, League of Legends et Dota 2,. Le site présente des informations sur les tournois et leurs classements, des biographies de joueurs ainsi que des fiches d’équipes.

## Histoire
Le site est fondé en 2006, à l’origine pour aider les joueurs à découvrir les meilleures stratégies dans StarCraft: Brood War. Il s’élargit ensuite à League of Legends en 2017. En 2022, OVHcloud devient partenaire et fournit des serveurs cloud pour son fonctionnement, tandis qu’une application mobile de l’encyclopédie est lancée en octobre,. En 2023, le site s’ouvre au sport traditionnel avec la Formule 1, constatant une forte communauté commune entre les amateurs d’esport et de sport automobile, et prévoit d’étendre encore sa couverture à d’autres disciplines. En 2024, il commence à héberger le wiki de Dota 2, auparavant sur Fandom, marquant la première intégration d’un wiki consacré au jeu vidéo en général plutôt qu’à l’esport. Liquipedia affirme alors être prêt à accueillir d’autres wikis de jeux à l’avenir,.